# Hohenlimburger SV
Der Hohenlimburger SV, voller Name Hohenlimburger Schwimmverein e.V., ist ein Sportverein mit den Abteilungen Wasserball, Schwimmen und Tennis im östlichen Hagener Stadtteil Hohenlimburg.
Vereinseigen ist ein Freibad mit 50-Meter-Bahn, das Freibad Henkhausen, das bis 2010 im Winter gewöhnlich mit einer Traglufthalle überdacht wurde.
Im Verein werden sowohl Breiten- und Freizeitsport als auch, im Bereich Wasserball, Leistungssport betrieben. Im Juli 2010 wurde die Finalrunde der  Wasserball-Frauen in der Bundesliga vom Hohenlimburger SV ausgerichtet mit folgendem Endstand: 1. (Meister) Blau-Weiß Bochum, 2. Bayer Uerdingen, 3. Neukölln, 4. Hannover, 5. Wuppertal, 6. Hohenlimburg.

## Wasserball
Die Männer-Mannschaft der Wasserball-Abteilung stand 1993 im Finale des Europacups der Pokalsieger, unterlag dort jedoch im Hinspiel mit 14:11 und im Rückspiel mit 12:9 gegen den Sieger Libertas Nuoto Pescara.
Die Frauen-Mannschaft wurde in der Premieren-Saison 1998/99 der Wasserball-Frauen-Bundesliga Deutscher Frauen-Wasserball-Meister – ohne einen einzigen Punkt abgegeben zu haben. Die einzige Niederlage in der Saison gab es im Finale des DSV-Pokals.
Weitere Erfolge:
- B-Juniorinnen: Deutscher Wasserball-Meister 2012 in Hohenlimburg.[6]